# Eropterus arculus
Eropterus arculus är en skalbaggsart som beskrevs av Green 1951. Eropterus arculus ingår i släktet Eropterus och familjen rödvingebaggar. Inga underarter finns listade i Catalogue of Life.